# Ubuntu Connected Front
Ubuntu Connected Front (UCF) is een Nederlandse politieke partij, opgericht op 14 december 2017.

## Uitgangspunten
Centraal in het verkiezingsprogramma van UCF staat de 'Black Agenda', afgeleid van het Internationaal decennium voor mensen van Afrikaanse afkomst van de Verenigde Naties. De drie pijlers van deze agenda zijn Erkenning, Rechtvaardigheid en Ontwikkeling: de erkenning betreft de doorwerking van het slavernijverleden, de rechtvaardigheid gaat over historisch rechtsherstel, en het doel is te komen tot gelijke ontwikkelingskansen voor iedereen. Vanuit deze uitgangspunten voert UCF haar activiteiten uit, waarbij het streven is de maatschappij in deze zin te transformeren. De partij zegt zich niet louter op de Afro-Europese en Afro-Caraïbische gemeenschappen in het Koninkrijk der Nederlanden te richten, maar op iedereen.   

## Verkiezingen
De eerste deelname aan de verkiezingen voor het UCF was bij de gemeenteraadsverkiezingen in 2018. UCF deed mee in Rotterdam (535 stemmen, 0,23%) en Amsterdam (1.052 stemmen, 0,30%). Dit was in beide gemeenten onvoldoende om een zetel te winnen.
De partij deed mee aan de Tweede Kamerverkiezingen van 2021 met negentien kandidaten met Regillio Vaarnold als lijsttrekker. De partij haalde 1.880 stemmen (0,02%). Op het eiland Sint Eustatius behaalde UCF 50,5% van de stemmen. Op de kandidatenlijst van UCF stonden twee prominente politici uit Sint Eustatius.

## Actiepunten
Na de verkiezingen van 2021 voerde het UCF een aantal acties uit op het gebied van dekolonisatie van cultureel erfgoed. Zo werd de gemeente Tilburg dringend verzocht het standbeeld Petrus Donders uit de openbare ruimte te verwijderen. De regering van Sint Eustatius werd verzocht erfgoedparticipatie toe te passen en de als onethisch beschouwde archeologische opgravingen bij het vliegveld te staken. In april 2023 bracht het UCF de gemeente Tilburg voor de bestuursrechter om het standbeeld Petrus Donders te verwijderen uit de openbare ruimte. Verder zet de partij zich in op het gebied van (kosteloze) verandering van achternamen die verband houden met het slavernijverleden en herstelbetalingen.